# Міддлпанк
Міддлпанк (англ. middlepunk від Middle Ages — Середні віки) — напрям у науковій фантастиці (одна з похідних від кіберпанку), що описує світ, в якому панують технології доби Середньовіччя. У світах міддлпанку часто фігурують лицарська культура, дракони та алхімія.

## Піджанри міддлпанку
- Кендлпанк або Підсвічникопанк (англ. Candlepunk: candle — підсвічник) — міддпанкові твори з акцентом на середньовічний, «підсвічниковий» рівень побуту
- Кестлпанк або Замкопанк (англ. Castlepunk: castle — за́мок) — міддпанкові твори з акцентом на лицарській (замковій) культурі
- Донжонпанк (англ. Dungeonpunk: dungeon — донжон, в значенні «темниця») — міддпанкові твори з акцентом на магії та алхімії
- Чумопанк (англ. Plaguepunk: plague — чума) — міддпанкові твори з акцентом на атмосферу чумних епідемій
- Мечопанк (англ. Swordpunk: sword — меч) — суміш середньовічної феодальної культури та кібернетичних елементів, таких як штучний інтелект та робототехніка[2].

## Твори у жанрі міддлпанк
- «Книга Страшного суда» (англ. Doomsday Book) — науково-фантастичний роман американської письменниці-фантаста  Конні Вілліс 1992 року.
- «Кредо ассасіна» (англ. Assassin’s Creed) — серія мультиплатформових відеоігор, започаткована компанією Ubisoft у 2007 році.
- Злодій: Темний проект (англ. Thief: The Dark Project) — відеогра жанру стелс, розроблена Looking Glass Studio у 1998 році.